# Compostela. Ad Vesperas Sancti Iacobi
Compostela. Ad Vesperas Sancti Iacobi. Codex Calixtinus XIIe siècle es un álbum de música medieval grabado en el año 2004 por el Ensemble Organum, bajo la dirección de Marcel Pérès, con una selección de obras procedentes del Codex Calixtinus. El disco presenta una reconstrucción de las Vísperas del 24 de julio, en los comienzos de las celebraciones de la fiesta de la Pasión de Santiago.

## Pistas
1. "Dum pater familias" (Hymnus perigrinorum) - 6'55
2. "Resonet nostra domino caterva" (Conductus processionis) - 3'14
3. "Ad sepulcrum beati Iacobi" (Antiphona) / 
"Laudate pueri dominum" (Psalmus) - 6'38
4. "O quanta sanctitate et gracia" (Antiphona) / 
"Laudate dominum omnes gentes" (Psalmus) - 5'56
5. "Gaudeat plebs gallecianorum" (Antiphona) / 
"Lauda anima mea dominum" (Psalmus) - 8'14
6. "Sanctissime apostole Iacobe" (Antiphona) / 
"Laudate dominum quoniam bonus est psalmus" (Psalmus) - 5'53
7. "Jacobe servorum spes" (Antiphona) / 
"Lauda Ierusalem dominum" (Psalmus) - 4'02
8. "Dum esset salvator in monte" (Responsorium in organo) - 11'59
9. "Felix per omnes dei plebs" (Hymnus) - 9'52
10. "O lux et decus Hyspanie" (Antiphona ad Magnificat) - 3'41
11. "Benedicamus Domino" / 
"Deo Gracias" - 5'55
12. "Congaudeant catholici" (Conductus) - 6'26

## Intérpretes
- Marcel Pérès (director)
- Jean-Christophe Candau
- Jérôme Casalonga
- Gianni de Gennaro
- Jean-Étienne Langianni
- Antoine Sicot
- Frédéric Tavernier
- Luc Terrieux

## Información adicional
- Referencia: Ambroisie AM 9933
- Grabación: mayo de 2004 en el Monasterio de Santa María la Real de Irache.
- Ingeniero de sonido: Jean-Martial Golaz